# Евромайдан
Евромайда́н (укр. Євромайдан) — массовая многомесячная акция протеста в центре Киева, начавшаяся 21 ноября 2013 года в ответ на приостановку украинским правительством подготовки к подписанию соглашения об ассоциации между Украиной и Евросоюзом и поддержанная выступлениями населения в других регионах Украины.
Протесты поначалу развивались довольно медленно, а к 29 ноября демонстрации почти сошли на нет. Поворотным моментом для ситуации в Украине стала ночь 30 ноября, когда власти предприняли попытку жестокого разгона палаточного лагеря, разбитого протестующими студентами, с помощью сил «Беркута». После разгона палаточного городка оппозиции в ночь с 29 на 30 ноября протестная акция приняла резко антипрезидентский и антиправительственный характер. Массовые столкновения в Киеве между участниками протестов и милицией произошли 1 декабря, когда радикально настроенными протестующими были захвачены первые административные здания и была предпринята попытка штурма администрации президента, и в ночь на 11 декабря, когда власти ещё раз попытались силой очистить площадь Независимости.
Принятие 16 января 2014 года Верховной радой законов, предусматривавших, в частности, ужесточение санкций за участие в массовых беспорядках и налагавших жёсткие ограничения на ряд гражданских свобод, в том числе на свободу собраний, свободу выражения мнений и свободу ассоциаций (которые оппозиция сразу же назвала «диктаторскими»), привело 19 января к острому силовому противостоянию в столице, радикальные протесты вышли за пределы Киева и охватили почти всю территорию Украины. В ходе столкновений 19-20 января были ранены сотни людей, появились первые жертвы.
Переговоры между президентом Украины Виктором Януковичем и лидерами парламентской оппозиции, продолжавшиеся несколько дней, привели к уступкам со стороны властей: было созвано внеочередное заседание Верховной рады, проголосовавшей за отмену ряда законов от 16 января и принявшей закон об амнистии для участников событий ноября 2013 — января 2014 гг. 28 января президент принял отставку премьер-министра Николая Азарова и кабинета министров, который продолжил выполнять свои обязанности до формирования нового состава правительства. Несмотря на это, акции протеста продолжились. Оппозиция выдвинула требования возвращения Украины к парламентско-президентской системе правления и конституции 2004 года. 12 февраля Янукович согласился пойти на формирование коалиционного правительства, были освобождены все ранее задержанные участники протестов. В ночь с 15 на 16 февраля протестующими были разблокированы здания областных госадминистраций, в Киеве митингующие частично освободили улицу Грушевского и здание городской администрации. В то же время 16-17 февраля Всеукраинское объединение «Майдан» и «Правый сектор» объявили о подготовке «мирного наступления» на Верховную раду.
18 февраля произошло резкое обострение ситуации, сопровождавшееся массовым кровопролитием. На заседании Верховной рады оппозиция потребовала немедленного возвращения к парламентско-президентской форме правления и восстановления конституции 2004 года. В это же время в Киеве возобновились ожесточённые столкновения митингующих с милицией, что привело к гибели более ста человек, в том числе вследствие действий неустановленных снайперов. Крайне обострилась ситуация на западе Украины.
21 февраля президент Янукович пошёл на уступки и подписал с оппозицией соглашение об урегулировании кризиса на Украине, предусматривавшее, в частности, немедленный возврат к Конституции в редакции 2004 года, формирование правительства национального единства, проведение досрочных президентских выборов не позднее декабря 2014 года, отказ от применения насилия и расследование недавних актов насилия. В тот же день Янукович покинул Киев.
22 февраля Верховная рада приняла постановление, в котором заявила, что Янукович «неконституционным образом самоустранился от осуществления конституционных полномочий» и не выполняет свои обязанности, а также назначила досрочные президентские выборы на 25 мая 2014 года.
23 февраля обязанности президента Украины были возложены на нового председателя Верховной рады Александра Турчинова.
27 февраля премьер-министром Украины стал Арсений Яценюк, было сформировано временное правительство.
По данным Генпрокуратуры Украины, во время событий на Евромайдане пострадало 2442 человека. Среди них 721 — правоохранители, остальные — обычные жители. Погибли и умерли 104 активиста, убиты 17 правоохранителей. Всего правоохранительными органами по делам, связанным с Евромайданом, подозрения[что?] были предъявлены 445 лицам, среди них — 48 чиновников и 228 сотрудников правоохранительных органов (включая 27 следователей, 20 прокуроров и 23 судьи). В суды было направлено 195 обвинительных актов в отношении 298 человек. 59 человек были признаны виновными, в отношении 46 человек были оглашены обвинительные приговоры.
Евромайдан и последующее нападение России на украинские Крым и Донбасс привели к радикальным изменениям в украинском обществе. Число украинцев, позитивно относящихся к россиянам, упало с 80 % в начале 2014 до менее 50 % в сентябре того же года. В ноябре 2013 39 % поддерживали вступление Украины в Евросоюз и 33 % - в НАТО, в ноябре 2014 - 64 % и более 50 %, соответственно.

## Название
События в период с 21 ноября 2013 года по 22 февраля 2014 года в современном украинском праве называются как «массовые акции гражданского протеста на Украине с 21 ноября 2013 года по 21 февраля 2014 за евроинтеграцию и против режима Виктора Януковича». С лета 2014 года эти события в документах также получили именование «Революция достоинства» (укр. Революція гідності), а в ноябре 2017 года были внесены поправки в закон «О статусе ветеранов войны, гарантиях их правовой защиты», закрепивший этот термин.
По аналогии с событиями 2004 года эти события в просторечии получили неофициальное название «Евромайдан» или «Майдан» без приставки «евро-». Название происходит от места начала протестов — площади Независимости (укр. Майдан незалежностi) в Киеве и от того, что участники акций протеста изначально выступали за подписание Украиной соглашения об ассоциации с Евросоюзом. Когда в Киеве стали собираться сторонники Януковича — противники Майдана, соответствующие митинги стали называться «Антимайданом». На Украине первые стали считаться настроенными «проукраински», вторые — «пророссийски».

## Предыстория
13 ноября 2013 года Юрий Луценко, активный деятель Оранжевой революции, впоследствии возглавивший Общественное движение «Третья Украинская Республика», призвал к переговорам с лидерами оппозиционных парламентских фракций о проведении массовых акций на случай срыва украинским руководством подготовки к подписанию Соглашения об ассоциации с ЕС.
В конце 2013 года Путин высказал Януковичу намерение не допустить вступления Украины в Евросоюз или НАТО, а также угрожал оккупировать Крым и Донбасс в случае подписания Соглашения об ассоциации. Эту информацию подтвердили украинский чиновник Геннадий Москаль и тогдашний министр иностранных дел Польши Радослав Сикорский. 9 ноября Путин и Янукович встретились в Москве. После этой встречи Янукович решил не подписывать Соглашение об ассоциации с Евросоюзом. Действия Януковича на встрече по Соглашению об ассоциации косвенно подтверждали это: на Вильнюсский саммит он прибыл с намерением соглашение не подписывать.
21 ноября, за неделю до саммита Восточного партнёрства в Вильнюсе, намеченного на 28—29 ноября, основным событием которого должно было стать подписание Украиной Соглашения об ассоциации с Европейским союзом, Кабинет министров Украины заявил о приостановлении подготовки к заключению Соглашения об ассоциации с ЕС — с целью «обеспечения национальной безопасности Украины» и «восстановления утраченных объёмов производства и торгово-экономических отношений с Российской Федерацией». По словам действовавшего премьер-министра Украины Николая Азарова, это решение обусловлено невозможностью проведения модернизации экономики в сжатые сроки для поддержания конкуренции с европейским производителями, которая возникнет в случае подписания Соглашения. Последствиями он также называл увеличение внешних долгов Украины, в частности, перед МВФ и неурегулированные торговые отношения с Российской Федерацией. Кроме того, Верховная Рада Украины вовремя не приняла евроинтеграционные законы (о прокуратуре, изменениях в избирательное законодательство и лечения заключенных за границей), которые были условием подписания Соглашения.

## Развитие событий

### Ноябрь 2013 года
Первыми по призыву общественных организаций на площадь Независимости в Киеве вышли преимущественно молодые люди, студенты, к которым затем присоединились несколько десятков тысяч сторонников евроинтеграции.
В митинге участвовали оппозиционные активисты. Вечером 22 ноября, несмотря на то, что Окружной административный суд Киева запретил устанавливать палатки, сцены и другие архитектурные формы, собравшиеся начали по примеру событий 2004 года устанавливать палатки, в результате произошли первые столкновения с милицией.
24 ноября состоялся митинг, на котором Арсений Яценюк, Виталий Кличко и Юрий Луценко объявили о начале бессрочной акции протеста.
Кроме того, 24 ноября митинг оппозиции принял «резолюцию о требованиях Евромайдана», в которой заявил, что требованиями участников акции протеста являются: отставка премьер-министра Украины Николая Азарова за «предательство национальных интересов»; в случае неподписания Януковичем Соглашения об ассоциации с ЕС — его отставка; в случае непринятия Верховной Рады до 27 ноября 2013 года евроинтеграционных законов — её роспуск и внеочередные выборы и прочие.
Поскольку протестующие не хотели видеть политиков, то Майдан 24 ноября, после завершения митинга оппозиции, «раздвоился»: «партийный» палаточный городок был создан на Европейской площади, «общественный» — на Майдане Независимости. 26 ноября оба митинга объединились. Лидеры оппозиции и оргкомитет палаточного городка заявили о своём единстве.
Комендантом палаточного городка стал Андрей Парубий.
В первые выходные протесты были многочисленными, однако затем практически утратили свою силу. 28—29 ноября 2013 года в Вильнюсе прошёл саммит «Восточного партнёрства», на котором не было подписано соглашение об ассоциации Украины с Евросоюзом. 29 ноября оргкомитет Евромайдана объявил о своём закрытии, и лишь около 200—400 человек решили провести последнюю ночь на площади.

### Разгон палаточного городка Беркутом
В ночь с 29 на 30 ноября несколько сотен бойцов спецподразделения МВД «Беркут» силой разогнали палаточный городок на Майдане, при этом они не только вытесняли собравшихся с площади, но и избивали их дубинками и ногами. Результатом стали 79 раненых, 10 из них были госпитализированы, а 35 доставлены в местное отделение полиции. Эта акция спровоцировала переход оппозиции от конвенциональных форм протеста к радикальным, выразившимся в попытках силового штурма Администрации президента Украины, прорыва милицейского оцепления с использованием техники, захвата Киевской городской администрации и Дома профсоюзов. Насилие было осуждено лидерами Евромайдана.
Расправа над студентами, видеозаписи которой были показаны телевизионными каналами и распространялись в интернете, вызвала массовое возмущение: уже на следующий день, 1 декабря, по призыву лидеров оппозиционных партий (Арсения Яценюка, Виталия Кличко и Олега Тягнибока) в Киеве прошёл масштабный митинг — «народное вече» (такие митинги впоследствии проводились каждое воскресенье). На Майдан вышло около 500 тыс. человек с требованиями прекратить репрессии, наказать виновных в избиениях и освободить арестованных. После «народного веча» радикально настроенные участники захватили здание Киевской городской государственной администрации (КГГА) и Дома профсоюзов, а также попытались взять штурмом Администрацию президента. В среде протестующих наметился раскол на радикалов и «умеренных» (включая парламентскую оппозицию, которая пыталась дистанцироваться от радикально настроенных участников).
События в Киеве вызвали неоднозначное отношение региональных властей. Если на западе Украины областные советы Львовской, Тернопольской, Ивано-Франковской, Закарпатской области полностью поддержали действия оппозиции, объявили о присоединении к общенациональной забастовке, а в дальнейшем содействовали отправке в Киев тысяч сторонников Евромайдана, то на Юго-Востоке, поддержав стремление к евроинтеграции, власти осудили насильственные методы действия оппозиции и потребовали от президента и правительства мер по стабилизации ситуации.

#### Требования
До разгона палаточного городка в ночь на 30 ноября основным требованием протестующих было подписание Соглашения об ассоциации с Евросоюзом. Начиная с 1 декабря акцент сместился на требования митинга 24 ноября — отставки правительства и президента. При этом часть радикальных активистов не разделяла идеи евроинтеграции Украины. Так, в интервью британским СМИ один из лидеров «Правого сектора» Андрей Тарасенко заявил, что их целью является не евроинтеграция, а «национальная революция»:

«Для нас Европа не является целью. На самом деле присоединение к Европе означало бы смерть для Украины. Европа станет смертью для государства и для христианства. Мы хотим Украину для украинцев, управляемую украинцами и не служащую интересам других»,
— Андрей Тарасенко.
8 декабря в Киеве состоялось второе «народное вече». Помимо проевропейских и антиправительственных лозунгов, у участников Евромайдана появился новый информационный повод — противники Януковича были убеждены, что на встрече с российским президентом Путиным в Сочи, состоявшейся 6 декабря, он пообещал присоединение Украины к Таможенному союзу. Противодействие вступлению Украины в Таможенный союз стало в этот день едва ли не главным лозунгом Евромайдана. По призыву парламентской оппозиции две многотысячные колонны активистов направились на улицы Грушевского и Институтскую, где возвели новые баррикады на подступах к правительственному кварталу. Вечером группа активистов Евромайдана совершила акт вандализма, разрушив памятник Ленину на Бессарабской площади. На постамент вместо памятника установили государственный флаг Украины и красно-чёрное знамя украинских националистов. Ответственность на себя взяла партия «Свобода».
Тем временем представители стран Запада оказывали давление на президента Януковича в поддержку требований протестующих. Киев посетили, в частности, Верховный представитель Европейского союза по иностранным делам и политике безопасности Кэтрин Эштон и помощник госсекретаря США Виктория Нуланд, которые провели переговоры с Виктором Януковичем, а также побывали на Майдане и встретились с лидерами оппозиции.
9-10 декабря правоохранительным силам удалось снять блокаду протестующих с правительственного квартала, а в ночь на 11 декабря они вновь попытались освободить Майдан от баррикад, но к утру, спустя одиннадцать часов непрерывного противостояния, были вынуждены отступить. Официальные представители западных стран резко осудили новую попытку силовых ведомств штурмовать Майдан. Тем временем участники Евромайдана восстановили и укрепили баррикады.
13 декабря в Киеве было проведено заседание общенационального круглого стола «Объединим Украину» под председательством первого президента Украины Леонида Кравчука. Виктор Янукович заявил о введении моратория на любые силовые действия до рассмотрения в Верховной раде всех рисков, которые несёт Соглашение об ассоциации с Евросоюзом в существующем виде. Он также предложил Верховной раде проголосовать за амнистию в отношении задержанных во время массовых акций протеста в Киеве и призвал оппозицию использовать Верховную раду как площадку для переговоров с целью поиска путей выхода из сложившегося политического кризиса и доработки Соглашения об ассоциации. По завершении Круглого стола Виталий Кличко заявил, что власть не пошла навстречу оппозиции ни по-одному из требований. Таким образом, предпринятые Виктором Януковичем попытки снизить давление на власть путём проведения круглого стола с лидерами оппозиции и смещения высокопоставленных чиновников, причастных к силовому разгону митинга 30 ноября, оказались безуспешными.
14 декабря Виктор Янукович отстранил Александра Попова от должности главы КГГА и Владимира Сивковича от должности заместителя секретаря СНБО Украины. Оба чиновника были отстранены по ходатайству Генеральной прокуратуры Украины в связи с подозрением в причастности их к нарушению конституционных прав граждан, которые 30 ноября 2013 года находились на Майдане независимости.
С 14 декабря свою бессрочную акцию («Антимайдан») в поддержку украинского руководства в центре Киева, на Европейской площади и в Мариинском парке начала Партия регионов. 14-15 декабря противостояние сторонников и противников украинской власти достигло пика. Оппозиция и правящая Партия регионов вывели на улицы сотни тысяч людей, в Киеве впервые прошли два параллельных митинга — Майдан и Антимайдан. Очередное «народное вече», в котором приняли участие, по некоторым данным, до 200 тыс. человек, продемонстрировало, что приоритеты митингующих изменились. Первоначальное требование оппозиции — наказать виновных в разгоне митинга 30 ноября — отошло на второй план перед новым лозунгом дня: не допустить подписания соглашения о вступлении Украины в Таможенный союз в ходе намеченного на 17 декабря визита президента Виктора Януковича в Москву.

#### Амнистия
19 декабря Верховная рада приняла закон «Об устранении негативных последствий и недопущении преследования и наказания лиц в связи с событиями, имевшими место во время проведения мирных собраний». Верховная Рада постановила:
1. Освободить от ответственности лиц, принимавших участие в акциях протеста и массовых мероприятиях, за их действия и решения в период с 21 ноября 2013 года и до дня вступления данного закона в силу.
2. Все уголовные дела и дела по административным правонарушениям в связи с действиями, указанными в ст. 1, подлежат закрытию.
3. Новые уголовные дела и дела по административным правонарушениям в связи с действиями, указанными в ст. 1, не могут открываться.
4. Лица, привлечённые к уголовной ответственности или ответственности за административные правонарушения в связи с действиями, указанными в ст. 1, подлежат освобождению и признаются не имеющими судимостей и не нёсшими ответственность за административные правонарушения.

23 декабря закон был подписан президентом и вступил в силу спустя три дня, после его опубликования в газетах «Голос Украины» и «Правительственный курьер».

#### Промежуточные итоги
22 декабря на очередном «Народном вече» было объявлено о создании общественной организации Народное объединение «Майдан». Сопредседателями Совета объединения «Майдан» стали Олег Тягнибок, президент Киево-Могилянской академии Сергей Квит, Виталий Кличко, Юрий Луценко, Руслана Лыжичко, Юлия Тимошенко и Арсений Яценюк.
По мнению директора Центра общественных исследований «Украинский меридиан» Дмитрия Левуся, которое привела в те дни Русская служба радиостанции «Голос Америки», за месяц протестов парламентская оппозиция фактически не смогла добиться значимых результатов, «даже притом, что не оппозиция вывела народ на площадь в конце ноября. Ей просто представилась возможность „оседлать“ народный протест... В массах накопилась усталость, но уже сейчас можно сказать со значительной долей вероятности, что смещение президента оказалось непосильной задачей для оппозиции». По мнению политолога, создание народного объединения «Майдан» представляло собой попытку «юридического оформления феномена Евромайдана», хотя, по его словам, «тот Евромайдан, который начинался с избиения студентов и журналистов, и этот, возглавленный оппозиционными лидерами, — разные вещи». Политолог объяснял эту инициативу пониманием снижения протестных настроений в центре Киева и желанием контролировать протестный электорат к началу президентской кампании 2015 года, «заморозить» Евромайдан как «перспективный мобилизационный ресурс, который можно будет развернуть по всей Украине».

### Январь 2014 года
Как отмечает Н. С. Розов, Янукович ещё в январе явно рассчитывал получить подкрепление из восточных регионов и/или из России, пустить в ход имеющиеся резервы для «решающего боя», надеясь на быструю победу. Отчасти эти надежды оправдались, но этого не хватило для решительного психологического перевеса, который мог привести к уступкам и мирной сдаче Майдана, тогда как идти на откровенное насилие и большую кровь режим был не готов.
В январе и феврале на поддержку киевского Майдана прибывали дополнительные силы с западной и центральной Украины, на Майдане проходили боевые учения отрядов самообороны. Это позволяло удерживать позиции, делать отдельные вылазки, но таких сил было недостаточно для демонстрации полного и убедительного преимущества, способного привести к относительно мирному захвату власти. Сугубо насильственный вариант хоть и входил в планы отдельных сил Майдана («Правый сектор» и др.), но отвергался лидерами и большинством.
12 января на Майдане возобновилось проведение регулярных «народных вече». По данным СМИ, в первом с начала года приняли участие от 50 до 200 тысяч человек. Возле резиденции Виктора Януковича в Межигорье прошёл митинг участников Автомайдана.
16 января Верховная рада (фракции Партии регионов и КПУ) простым поднятием рук, без обсуждения и реального подсчёта голосов, приняла 11 законов и одно постановление, инициатором принятия которых был президент Украины Виктор Янукович. Законы, подписанные президентом 17 января, были опубликованы в электронной версии газеты парламента «Голос Украины» в номере за 21 января 2014 года и вступили в силу с 22 января. Законопроекты, представленные на голосование, не имели заключения профильного комитета и не прошли экспертизу научно-экспертного управления Верховной рады — в дальнейшем, исходя из ограничений, вводимых законами, в ряде СМИ их назвали «диктаторскими».
19 января на очередное «Народное вече» в Киеве собралось от 100 до 500 тысяч человек. Представители парламентской оппозиции, выступавшие перед собравшимися, заявляли, что власть намерена установить на Украине авторитарную диктатуру, и требовали созыва Народной рады вместо Верховной рады, скомпрометировавшей себя принятием «диктаторских законов», отставки президента Януковича и досрочных президентских выборов.
После окончания митинга несколько сотен радикально настроенных активистов, вооружённых дубинками, камнями и бутылками с зажигательной смесью, пошли на штурм охраны правительственного квартала, расположенного на улице Грушевского. Они попытались прорвать оцепление милиции у входа на стадион «Динамо», подожгли транспорт отряда «Беркут» и стали закидывать правоохранителей камнями и бутылками с зажигательной смесью, избивать их палками. Против нападающих были применены шумовые гранаты, слезоточивый газ и водомёт.
20 января на фоне продолжавшихся стычек с милицией активисты занялись возведением баррикады на улице Грушевского.
По данным департамента здравоохранения Киева, по состоянию на 8 часов утра 20 января к врачам бригад скорой помощи обратилось более 100 участников столкновений, из них 42 были госпитализированы. Пресс-служба МВД Украины сообщила, что за медицинской помощью обратились около 100 сотрудников ведомства, 61 из них госпитализирован. У потерпевших были диагностированы закрытые черепно-мозговые травмы, переломы, ушибы и отравления неизвестными веществами.
21-22 января противостояние на улице Грушевского продолжилось. По официальным данным, 22 января погибли трое протестующих: двое были убиты из огнестрельного оружия на улице Грушевского (Сергей Нигоян, Жизневский Михаил), ещё один протестующий (Вербицкий Юрий) был найден мёртвым в лесополосе, куда был вывезен неустановленными лицами.
В последующие дни оппозиционно настроенные манифестанты в ряде регионов Украины перешли к захватам зданий областных и районных государственных администраций. На западе Украины эти действия имели успех, тогда как в регионах центральной Украины эти попытки были пресечены правоохранительными органами.
На фоне глубокого кризиса государственного управления и доверия к власти, в условиях силового давления Янукович вступил в прямые переговоры с оппозицией, результатом которых стала отмена Верховной радой 28 января 2014 года пакета законов, отставка правительства Николая Азарова и амнистия для задержанных милицией.
Как отмечает Н. С. Розов, первые предложения команды Януковича, направленные на раскол Майдана, были отвергнуты. В связи с явной утратой контроля над регионами и армией, угрозы для властей стали более явными, они проявляли готовность на уступки, но, пользуясь формальной легитимностью президента и влиянием в Раде, скорее затягивали переговоры, всё ещё не оставляя надежд решить конфликт силой.
Майдан явно радикализовался, протестующие испытывали всё больше разочарования в переговорах, многие перестали доверять тройке оппозиционных лидеров. Были проведены силовые акции, которые даже привели к локальным успехам, однако план силового захвата власти Майданом не обсуждался и не принимался.
При формальном двухнедельном перемирии накал страстей не снижался, поскольку продолжались аресты за пределами Майдана, не прекращалась активность «титушек», не было уверенности в отказе властей от новых попыток разгона протестующих, от репрессий. Главная активность была направлена на оборону Майдана, для чего стали завозить песок для укрепления баррикад, построенных из мешков со снегом.
Силовые, людские ресурсы не истощались с обеих сторон. Судя по записи добровольцев, Майдан мог при необходимости мобилизовать до 20 тыс. бойцов. Численность «Беркута» была ограничена (порядка 3 тыс.), но к концу перемирия в столицу были доставлены дополнительные силы.

### Февраль 2014 года
Лидеры оппозиции Кличко и Яценюк приняли участие в Мюнхенской конференции, где провели ряд встреч с государственным секретарём США Джоном Керри и европейскими руководителями. При этом Керри без обиняков заявил, что Украина должна выбрать, с кем она: «Со всем миром или с одной страной».
4 февраля лидер фракции «УДАР» Виталий Кличко призвал Верховную раду проголосовать за возвращение к Конституции 2004 года. Это предложение поддержал и лидер «Батькивщины» Арсений Яценюк. В то же время, как стало известно, Юлия Тимошенко передала из заключения письмо, в котором призвала фракцию «Батькивщина» отказаться от возвращения к конституции 2004 года и готовиться к президентским выборам.

#### 18—20 февраля
Столкновения между радикалами Евромайдана и противостоявшими им сотрудниками правоохранительных органов, военнослужащими внутренних войск и организованными группами противников Евромайдана возобновились 18 февраля, в день заседания Верховной рады, на котором оппозиция планировала обсудить вопрос немедленного возвращения к парламентско-президентской форме правления и восстановления конституции 2004 года, а в поддержку этих требований по призыву лидеров оппозиции было организовано так называемое «мирное наступление» на Верховную раду, в котором приняло участие несколько тысяч вооружённых активистов Евромайдана.
Натолкнувшись на милицейское оцепление, демонстранты, пытаясь прорваться к Верховной раде, разбили и подожгли несколько легковых автомобилей и грузовиков, которыми силовики блокировали проезжую часть, врывались в здания, жгли автомобильные покрышки, забрасывали милиционеров камнями и бутылками с зажигательной смесью; в ответ силовики использовали слезоточивый газ, водомёты, бросали светошумовые гранаты.
Демонстранты захватили и сожгли офис Партии регионов, в результате чего погиб сотрудник офиса. К вечеру подразделения «Беркута» и внутренних войск оттеснили манифестантов на Майдан Незалежности, совершив затем неудачную попытку штурма баррикад с помощью бронетранспортёров. В течение дня и последовавшей ночи в результате столкновений на улицах Киева погибло 25 человек (в том числе до 10 сотрудников правоохранительных органов), более 350 получили ранения, свыше 250 были госпитализированы. Встретившиеся ночью президент Янукович и представители оппозиции Кличко и Яценюк не смогли прийти к какому-либо соглашению о путях урегулирования ситуации, ограничившись взаимными обвинениями.
В связи с кровопролитием в Киеве крайне обострилась ситуация на западе Украины. Здесь вновь начались захваты органов государственной власти и госучреждений. В двух отделениях милиции протестующие захватили оружие.
Вспышка насилия и кровопролитие в центре Киева привели к массовому бегству депутатов и чиновников из Партии регионов и резкому падению поддержки действий власти. Заявления на выход из Партии регионов написали десятки депутатов Верховной рады, руководителей областных организаций ПР, областные депутаты и городские головы. Только за период с 19 по 22 февраля, по данным Сергея Тигипко, фракцию ПР в Верховной раде покинули 77 из 186 народных депутатов. В последующие дни процесс продолжился.
19 февраля Янукович показал свою готовность задействовать войска. Правительство начало «контртеррористическую операцию», в ходе которой может использоваться армия. По сообщениям, главнокомандующий Владимир Замана был против задействования войск, и был уволен. Минобороны объявило о задействовании войск.
Вечером на фоне продолжающегося насилия и отсутствия признаков компромисса между сторонами в Киев экстренно вылетели главы МИД Польши, Германии и Франции для последних переговоров с представителями украинской власти и оппозиции накануне экстренного заседания Совета иностранных дел Евросоюза, на котором должен был рассматриваться вопрос введения санкций в отношении Украины.
Утром 20 февраля четыре бригады вооруженных сил Украины общим числом 2,5 тыс. человек были отправлены из Днепра и Николаева в Киев. Поддерживавшие революцию остановили перемещение войск, ложась на рельсы, заблокировали военные части в Киеве и Житомире. Высланные в Киев бригады не смогли до него добраться.
20 февраля вооруженные бойцы с Майдана начали стрельбу по полиции, что привело к гибели двух и ранению десятков полицейских. Полиция отступила, преследуемая протестующими. Снайперы полиции начали стрелять по наступающим, в результате чего погибло 39 человек, а еще 9 погибли в течение дня. В общей сложности за сорок восемь часов погибли 75 протестующих. 60 % жертв за первый час были жителями запада Украины, преимущественно Львова, прибывшими в последний момент, основная часть — за день до инцидента. Ни один из них не был связан с радикальной группировкой «Правый сектор». Это показывает, что представители поздней волны протеста не имели связи с радикальными правыми, что отличает их от предыдущих жертв. Событие получило название Кровавый четверг и вызвало много споров и теорий заговора. МВД сообщило, что некоторые полицейские использовали оружие, чтобы помочь своим коллегам выбраться из-под огня. Однако все погибшие среди протестующих были безоружными, и, согласно историкам Dominique Arel и Jesse Driscoll, есть доказательства, указывающие на действия снайперов полиции.
Массовая гибель протестующих вызвала распад Партии Регионов, которая сохраняла единство на всем протяжении протестов. Регионы совместно с коммунистами имели большинство в парламенте. Пятеро депутатов парламента из Закарпатья покинули партию. Единство депутатов Партии Регионов распалось. Вечером 20 февраля на экстренном заседании Верховная рада приняла постановление, осудившее применение насилия, которое привело к гибели граждан Украины, пыткам, истязаниям и другим преступлениям против человечности. Своим постановлением Верховная рада обязала правительство, СБУ, МВД, Министерство обороны Украины и военизированные организации немедленно прекратить применение силы и запретить использование любых видов оружия и специальных средств против граждан Украины. Верховная рада также запретила проведение антитеррористической операции, объявленной СБУ и антитеррористическим центром Украины 19 февраля. Министерству внутренних дел было приказано «безотлагательно прекратить блокирование сотрудниками правоохранительных органов транспортных коммуникаций и других улиц, площадей, переулков, бульваров в городе Киеве и в других населённых пунктах Украины» и обеспечить возвращение сотрудников правоохранительных органов к местам их постоянной дислокации.

#### 21 февраля
Днём 21 февраля сотрудники правоохранительных органов были выведены из правительственного квартала, внутренние войска и спецподразделения МВД покинули Киев и были отправлены в места постоянной дислокации. Представитель президента в Верховной Раде Юрий Мирошниченко заверил журналистов, что силовики оставили здание парламента, исполняя принятое 20 февраля постановление о прекращении огня и выводе войск из Киева.
США и Евросоюз усилили давление на Януковича. Под угрозой персональных санкций Янукович согласился обсуждать требования протестующих. Вечером по итогам двухдневных переговоров между президентом Украины Януковичем и представителями Евросоюза, выступавшими в качестве посредников, президент и лидеры оппозиции подписали Соглашение об урегулировании политического кризиса на Украине.
Со стороны оппозиции соглашение подписали Виталий Кличко (партия УДАР), Арсений Яценюк (ВО «Батькивщина») и Олег Тягнибок (ВО «Свобода»). Свидетелями подписания выступили министры иностранных дел Германии и Польши — Франк-Вальтер Штайнмайер и Радослав Сикорский, а также руководитель департамента континентальной Европы министерства иностранных дел Французской Республики Эрик Фурнье (фр. Éric Fournier). Специальный представитель президента Российской Федерации Владимир Лукин, участвовавший в переговорах, по приказу Путина отказался поставить свою подпись под соглашением.
Соглашения означали победу оппозиции. Они предусматривали возврат к конституции 2004 года, то есть к парламентско-президентской форме правления, проведение досрочных выборов президента до конца 2014 года и формирование «правительства национального доверия». Также предусматривались отвод сил правопорядка из центра Киева, прекращение насилия и сдача оппозицией оружия.
Верховная рада приняла закон об освобождении всех задержанных в ходе акций протеста.
Вечером, при публичном объявлении лидерами парламентской оппозиции условий подписанного Соглашения, представители «Правого сектора» заявили, что их не устраивает оговорённая в документе постепенность политических реформ, и потребовали немедленного ухода в отставку президента Януковича — в противном случае они были намерены пойти на штурм администрации президента и Верховной рады. Дмитрий Ярош заявил, что в Соглашении отсутствуют чёткие обязательства относительно отставки президента, роспуска Верховной рады, наказания руководителей силовых ведомств и исполнителей «преступных приказов, в результате которых были убиты около сотни украинских граждан», он назвал Соглашение «очередным замыливанием глаз» и отказался его выполнять.
Вечером 21 февраля около 22:40 по киевскому времени президент Янукович вместе со спикером парламента Владимиром Рыбаком и главой АП Андреем Клюевым покинули Киев. По официальной версии, Янукович отправился в Харьков для участия в съезде депутатов юго-восточных областей Украины.
В ночь на 22 февраля активисты Евромайдана заняли правительственный квартал, покинутый правоохранителями, и выдвинули ряд новых требований — в частности, потребовали немедленной отставки президента Януковича. Комендант Майдана народный депутат Парубий заявил, что «Майдан полностью контролирует Киев».

## Отстранение президента Януковича

### Постановления Верховной рады
22 февраля на заседании Верховной рады зарегистрировалось 248 депутатов, позднее к ним присоединились ещё около девяноста депутатов. Заседание вёл вице-спикер Руслан Кошулинский. Он зачитал заявления об отставке спикера Владимира Рыбака и вице-спикера Игоря Калетника, а также заявления ряда депутатов о выходе из фракции Партии регионов.
Верховная рада большинством в 326 голосов приняла отставку спикера Владимира Рыбака и вице-спикера Игоря Калетника. В 12:35 новым главой Верховной рады Украины был избран Александр Турчинов. «За» проголосовали 288 народных депутатов. В заявлении Верховной рады сообщалось, что она берёт власть в свои руки. И. о. министра внутренних дел был избран депутат от «Батькивщины» Арсен Аваков. Также Верховная рада 247 голосами выразила недоверие генеральному прокурору Виктору Пшонке.
В 15:59 издание РБК-Украина сообщило о том, что Янукович выступил с заявлением, в котором объявил о состоявшемся государственном перевороте и о том, что на него было совершено нападение. Президент Украины отказался уходить в отставку. Также он сообщил, что не собирается подписывать противозаконные решения Верховной рады.
В 17:10 Верховная рада приняла постановление, в котором заявила, что В. Ф. Янукович «неконституционным образом самоустранился от осуществления конституционных полномочий» и не выполняет свои обязанности, а также назначила досрочные президентские выборы на 25 мая 2014 года. Перед голосованием Александр Турчинов заявил депутатам:

... удалось найти по телефону Виктора Януковича. В присутствии народных депутатов с ним говорил Арсений Петрович Яценюк, он предложил Президенту Януковичу немедленно написать заявление об отставке, с чем он согласился. Но после того, как он согласился, и видимо, провёл консультации с другими людьми, он начал опровергать эту информацию. В частности, её опровергла его пресс-служба в записанном заранее ролике.
Оригинальный текст (укр.)… вдалося знайти телефоном Віктора Януковича. В присутності народних депутатів з ним говорив Арсеній Петрович Яценюк, він запропонував Президенту Януковичу негайно написати заяву про власну відставку, з чим він і погодився. Але ж після того, як він з цим погодився і, мабуть, провів консультації з іншими людьми, він почав спростовувати цю інформацію. Зокрема, її спростувала його прес-служба в записаному заздалегідь відеоролику.

За данное постановление проголосовало 328 народных депутатов. По мнению правоведа Кристиана Марксена, осуществлённое смещение президента не соответствовало положениям о импичменте в Конституции Украины. По мнению политолога Марии Поповой, Рада не использовала положения об импичменте, а конституционно установила, что Янукович самоустранился. Правовед Ирина Марчук пишет, что если президент нарушает присягу и подозревается в преступлениях против своего народа, это делает его президентский мандат нелегитимным.
В свете данных событий МВД, Вооружённые силы (в том числе ВДВ и ГУР) и Группа «А» ЦСО СБУ опубликовали официальные заявления, в которых заявили о своей верности украинскому народу и отказе выполнять противоправные действия против граждан.
22 февраля было принято постановление, на основании которого Юлию Тимошенко освободили из больницы в Харькове, где она содержалась под стражей. Тимошенко вылетела в Киев.
Россия приостановила оказание финансовой помощи Украине. Об активной поддержке нового правительства заявил министр иностранных дел Швеции Карл Бильдт. Недовольство новой властью высказывалось в Крыму и на Востоке Украины, где на местный «Майдан» напали члены организации Оплот.

### Отстранение
22 февраля Янукович должен был прибыть на съезд депутатов юго-восточных областей Украины и Крыма в Харькове. Организаторы планировали объявить о переносе столицы Украины, и, соответственно, власти, из Киева в Харьков. Янукович на встрече не появился. Он связался с Путиным и договорился о встрече в российском Ростове. Украинские пограничники получили указание из Киева не выпускать самолет Януковича из Донецка. В это время парламент Украины отстранил Януковича. Янукович решил перебраться в Крым и обратился к Путину за помощью.
На то время Путин уже принял решение о захвате Крыма. Если бы Янукович обосновался в Крыму и попытался оттуда вернуться в Киев как легитимный президент, это помешало бы планам Путина на Крым. Путин должен был помешать попаданию Януковича в Крым. Он отдал приказ перевезти Януковича в Россию. Янукович выехал из Донецка по земле в сторону Крыма. Российские войска отслеживали передвижение колонны. Российская разведка была на связи с охраной Януковича и сообщила ему о якобы готовящейся на него засаде. Янукович должен был остановиться, не доезжая Крыма, и пересесть в посланные за ним через границу российские военные вертолеты. Путин рассказал об этом позже в своих воспоминаниях. Никаких доказательств готовившейся засады так и не появилось. Спецслужбы Украины были на то время слишком дезорганизованы для подготовки подобного. Янукович в крыле из трех армейских военных вертолетов был переправлен, к своему удивлению, не в Крым, а в Россию, по причине якобы необходимости дозаправки.
27 февраля Янукович распространил обращение к народу Украины, в котором подтвердил, что по-прежнему считает себя законным президентом, а все решения Верховной рады — нелегитимными.
На заседании Верховной рады сообщили об «исчезновении» президента Виктора Януковича — президентская резиденция в Межигорье была пуста, охрана была снята, тележурналисты «5-го канала» провели репортаж с территории резиденции.
28 февраля он впервые появился перед камерами журналистов в прямом эфире и заявил, что вынужден был покинуть страну из-за угрозы жизни для себя и своих близких. Также он заявил, что соглашение 21 февраля так и не было выполнено оппозицией, которая не разоружила майдановцев и не организовала освобождения зданий и улиц. Все законы, принятые после 21 февраля, он отказался признать, поскольку они, по его словам, принимались под давлением и угрозами в адрес депутатов. 11 марта Янукович вновь сделал заявление о нелегитимности новой власти и о возможном возвращении в Киев.
Тем временем уже 23 февраля Верховная рада Украины возложила на председателя рады Александра Турчинова временное исполнение обязанностей президента Украины. Рада также поручила правительству и уполномоченным органам государственной власти обеспечить передачу имущества комплекса отдыха «Пуща-Водица» урочища «Межигорье» (правительственную резиденцию «Межигорье») в государственную собственность.
Верховная рада также проголосовала за отмену принятого в 2012 году закона «Об основах государственной языковой политики», предусматривавшего возможность придания языкам национальных меньшинств статуса региональных там, где численность нацменьшинств превышает 10 %, и послужившего поводом для придания русскому языку статуса регионального в Севастополе, Донецкой, Луганской, Одесской, Запорожской, Харьковской, Николаевской, Херсонской и Днепропетровской областях Украины. Однако и. о. президента Александр Турчинов позднее наложил вето на это решение, таким образом, оно не вступило в силу.
Движение «Стоп цензуре» потребовало уволить руководителей СМИ, журналистов и телеведущих, которые «дезинформировали общество, распространяя клевету на участников мирных протестов и повстанцев», а в случае отказа пообещало поставить вопрос о лишении таких СМИ лицензии.
Был также составлен список журналистов, которые «должны стать персонами нон грата для медиапространства Украины».
В Киеве участились случаи разбойных нападений и посягательств на имущество представителей прежней власти. Аналогичные инциденты участились и в других регионах Украины.
Виктор Янукович был объявлен в розыск по подозрению в организации массового убийства с отягчающими обстоятельствами.
27 февраля Верховная рада назначила Арсения Яценюка исполняющим обязанности премьер-министра Украины, было сформировано новое правительство.

## Реакция в мире

### Поддержка
В конце ноября украинская диаспора провела митинги в поддержку протестующих на Евромайдане в таких городах Европы, как Париж (300 чел), Лондон (ок. 100 человек), Брюссель (ок. 100 чел), Таллин, Прага, Мюнхен, Берлин, Франкфурт-на-Майне, Варшава, Лодзь, Вроцлав, Люблин, Ополе и Вена.
В США митинги в поддержку Евромайдана прошли в Нью-Йорке, Лос-Анджелесе и Чикаго.
Поддержали участников Евромайдана:
- Европейский союз в лице Европарламента[277];
- Литва в лице главы МИД Литвы Линаса Линкявичюса.
- Швеция в лице главы МИД Карла Бильдта[278].
- Польша в лице главы МИД Радослава Сикорского[279]. Включая применение силы радикалами[280].
- Германия в лице глав МИДа Гидо Вестервелле[281][282] и Франка-Вальтера Штайнмайера[283]
- США в лице Госсекретаря Джона Керри[284].

### Критика
- Россия. МИД России обвинил руководство ЕС во вмешательстве во внутренние дела Украины, которое подстрекает оппозиционно настроенную часть украинского общества «на протестные и противоправные действия против законной украинской власти»[285]. Президент России Владимир Путин назвал протесты «подготовленными извне»[286] и напоминающими не революцию, а погром[287].
- Боливия. Президент Боливии Эво Моралес заявил, что Украина станет очередной страной, порабощённой американским режимом и самостоятельно разрушившей себя изнутри[288][нет в источнике].
- Венесуэла в лице президента Николаса Мадуро осудила «государственный переворот, совершённый экстремистскими группировками в соответствии со стратегией, продвигаемой администрацией США и их союзниками по НАТО»[289].
- Куба в лице главы МИД Бруно Родригеса назвала происшедшее насильственным свержением конституционного правительства ценой десятков погибших и раненых, осуществлённым при интервенции США и некоторых из их союзников[290].
- Сирия. Президент Сирии Башар Асад поддержал позицию России. Он выразил уверенность в способности президента Путина внести решающий вклад в восстановление законности и спокойствия на Украине и помочь украинскому народу в борьбе с экстремизмом и терроризмом в их стране[291].
- КНДР. Посол КНДР в Москве Ким Ен Дже[англ.], обозначая позицию страны, обвинил страны Запада в происходящих на Украине событиях. «Последние тревожные события в Украине, спровоцированные по заранее подготовленным заговорщическим сценариям США и стран Запада и при их подстрекательстве, убедительно показывают, кто на самом деле является зачинщиком всех бед на нашей планете, кто добивается свержения средь бела дня суверенного государства и жестокого попрания прав народов на самоопределение», — заявил дипломат[292].

### Особая позиция
- Китай призвал мир не вмешиваться во внутренние дела Украины. МИД КНР заявило: «Мы надеемся, что все стороны смогут проявить хладнокровие и сдержанность, в кратчайшие сроки путём диалога и консультаций восстановят в стране политическую стабильность, что соответствуют интересам государства и народа Украины». Официальный представитель МИД КНР Хуа Чуньин[англ.] также выразила сожаление китайской стороны по поводу столкновений, приведших к жертвам[293][294].

## Ситуация на юго-востоке Украины
Если органы местного самоуправления Западной и Центральной Украины в целом позитивно восприняли происходящее на Евромайдане, то на Юго-Востоке Украины позиция местных органов была иной:
- Автономная Республика Крым: Уже 2 декабря 2013 г. Верховный Совет Автономной Республики Крым призвал Виктора Януковича «принять все доступные меры для восстановления общественного порядка, не останавливаясь, если этого потребует ситуация, перед введением чрезвычайного положения»[295][296].

24 января 2014 г. Президиум Верховного совета Крыма призвал президента, СНБО и народных депутатов Украины «остановить разгул беззакония, анархии и насилия, что наводнили страну», и ввести в стране чрезвычайное положение. Парламент Крыма объявил сбор средств в поддержку сотрудников правоохранительных органов, оказывающих сопротивление «распоясавшимся экстремистам из бандформирований». На территории Крыма была запрещена деятельность ВО «Свобода» и других формирований радикального характера, однако позднее данное решение было отменено.

- Луганская область: 27 января 2014 г. Луганским областным советом было принято решение о начале формирования народных дружин для защиты местных органов власти от праворадикальных группировок и поддержания порядка[92]. В Луганской области распоряжением председателя Луганской облгосадминистрации Владимира Пристюка был введён контроль за куплей-продажей бейсбольных бит, петард и других предметов, которые могли использоваться экстремистами в ходе уличных беспорядков, и создан областной штаб по обеспечению общественного порядка и стабильной работы органов власти, предприятий, учреждений и организаций[302]. В своём заявлении облсовет отметил: «Мы с уважением относимся к позиции участников акций в поддержку евроинтеграции. Однако видим, как деструктивные и безответственные действия оппозиционных сил приводят к тому, что мирные митинги приобретают провокационный, насильственный характер».
- Одесская область: 22 января 2014 г. Одесский областной совет назвал события в Киеве попыткой государственного переворота и, обратившись к президенту, заявил, что «защита национальной безопасности Украины требует безотлагательного принятия решительных мер»[94].
- Харьковская область: 30 января 2014 г. депутаты от фракции Партии регионов в Харьковском облсовете пришли на сессию в чёрных футболках с надписью «Беркут». Сессия началась с минуты молчания в память погибших во время столкновений милиционеров. Кроме того, депутаты собрали 150 тыс. грн. на лечение и новое обмундирование для милиции[303].
- Днепропетровская область: 2 декабря Днепропетровский областной совет своим решением поддержал действия президента и правительства по приостановлению сближения Украины с ЕС, призвал восстановить торгово-экономические отношения с Россией и СНГ, а также принять все необходимые меры для стабилизации ситуации в стране[304].
- Донецкая область: Донецкий областной совет на своём сайте опубликовал заявление: «Требования об отставке правительства и президента не имеют ничего общего с Конституцией Украины и волеизъявлением жителей Украины, которые выразили доверие всенародно избранному президенту Украины Виктору Фёдоровичу Януковичу»[305].
- Херсонская область: Херсонский облсовет не поддержал протестующих на Майдане и опубликовал заявление: «Сбой работы правительства даже на несколько часов может привести к полному коллапсу в экономической, финансовой и банковской сферах. Задача региональной власти — не позволить хотя бы на час остановить работу государственных учреждений области, которые отвечают за выплату пенсий, зарплат, тепло в наших домах, наличие товаров, стабильность цен в магазинах и на рынках»[305].
- Запорожская область: Запорожский областной совет совместно с районными и поселковыми советами региона опубликовал заявление с требованием «жёстких и решительных действий, направленных на разблокирование работы органов государственной власти». Депутаты запретили местным политикам призывать к радикальным действиям: «В случае, если наш призыв останется не услышанным, мы оставляем за собой право адекватно реагировать на их неадекватные действия»[305].

## Социальные предпосылки протестов
В. Пастухов («Новая газета») отмечает, что администрация Януковича в течение нескольких лет раздувала «проевропейские» настроения в обществе, добившись таким образом того, чтобы её перестали рассматривать как марионеточное «пророссийское» правительство. Одновременно, при этом, она создала в обществе определённые настроения — своего рода «европейские ожидания», которым впоследствии не смогла соответствовать. Как заметил в декабре 2013 года главный редактор российской «Независимой газеты» Константин Ремчуков, «вера украинцев в Европу и её институты сродни новой религии»: в евроинтеграции видят единственную возможность изменить систему власти в стране, принять европейские нормы и правила. Европа для украинцев — это воплощение мечты об ином образе жизни, и для них вопрос о рисках экономического партнёрства между Украиной и Евросоюзом теряет всякое значение. Приостановив процесс евроинтеграции, украинское правительство сразу оказалось в полной политической и психологической изоляции.

## Отношение населения Украины к событиям
Результаты исследований общественного мнения показывают, что в разных регионах Украины отношение граждан к Евромайдану меняется от почти полной поддержки до почти полного неприятия.
Общеукраинские опросы показывают, что около половины населения Украины поддерживает Евромайдан и интеграцию в ЕС, при этом треть населения поддерживает вступление в Таможенный союз.
| Дата   | Евромайдан | Евромайдан  | Интеграция | Интеграция | Интеграция | Агентство                  |
| Дата   | за         | против      | в ЕС       | в ТС       | статус кво | Агентство                  |
| ------ | ---------- | ----------- | ---------- | ---------- | ---------- | -------------------------- |
| 20 ноя |            |             | 37,8 %     | 38,0 %     | 7,8 %      | КМИС                       |
| 10 дек | 49 %       | 45 %        | 46 %       | 36 %       |            | R&B Group                  |
| 17 дек | 42 %       | 35,5 %      | 47 %       | 29 %       | 16,5 %     | Социс/Рейтинг              |
| 24 дек | 50 %       | 42 %        | 47 %       | 36 %       |            | Демократические инициативы |
| 30 дек | 45 %       | 50 %        | 43 %       | 30 %       | 20 %       | R&B Group                  |
| 24 янв | 49 %       | 45 %        | 38 %       | 29 %       | 25 %       | Социополис                 |
| 27 янв | 44 %       | 51 %        |            |            |            | R&B Group                  |
| 1 фев  | 47,5 %     | 46 %        | 44,5 %     | 36 %       | 9,5 %      | КМИС/Социс                 |
| 18 фев | 40 %       | 23 % (56 %) |            |            |            | КМИС                       |
| 5 мар  |            |             | 62 %       | 38 %       |            | Социс                      |
| 22 мар |            |             | 50 %       | 27 %       |            | ГФК Юкрейн                 |

Согласно общенациональному опросу, проведённому Институтом социологии НАН Украины и Фондом «Демократические инициативы» с 26 июня по 18 июля 2015 года, Евромайдан был назван самым негативным событием в истории Украины 25,0 % опрошенных, уступив лишь голоду 1932—1933 годов (54,1 %). При этом в центре страны его таковым посчитали 22,3 % опрошенных, на юге — 42,5 %, на востоке — 36,4 %, на западе — 5,9 %, на территории Донбасса — 31,7 %.
В то же время, 17,8 % оценили Евромайдан как самое положительное историческое событие: 29,0 % жителей западного региона (второе место после провозглашения независимости Украины в 1991 году, которому отдали предпочтение 57,1 %), 18,3 % — центрального, 14,0 % — южного, 12,8 % — восточного, 4,4 % — Донбасса.

### Результаты социологического опроса, проводившегося 29 июня — 8 июля 2016 года
14 июля 2016 года Центр социальных исследований «София» сообщил, что, по результатам проведённого опроса, 36,6 % респондентов считают, что Евромайдан принёс преимущественно негативные изменения для страны. Респондентов попросили охарактеризовать изменения, которые Евромайдан принёс для Украины. 36,6 % опрошенных ответили, что это преимущественно негативные изменения, 27,7 % — поровну хорошего и плохого, 18,1 % ответили, что на Украине ничего не изменилось, 11,9 % — преимущественно позитивные изменения. 5,7 % опрошенных затруднились ответить на поставленный вопрос. В то же время 55,4 % респондентов считают, что революции ничего не решают, а для развития страны нужна стабильность, 25 % — что цели Евромайдана не были достигнуты, 6,6 % — что цели достигнуты, а у страны появились перспективы для успешного развития, 13 % респондентов затруднились ответить на вопрос. Опрос проводился 29 июня — 8 июля 2016 года во всех областях (в Донецкой и Луганской областях проводился на контролируемой украинскими властями территории, в Крыму не проводился).

## Участники
В акции принимали участие активисты Объединённой оппозиции «Батькивщина» (в том числе Народного Руха Украины), УДАРа Виталия Кличко, Всеукраинского объединения «Свобода», Демократического альянса, Радикальной партии Олега Ляшко, Конгресса украинских националистов, Украинской национальной ассамблеи — Украинской народной самообороны, Украинской платформы «Собор», Европейской партии Украины и других партий. В то же время, согласно данным соцопросов Киевского международного института социологии и Фонда «Демократические инициативы им. Илька Кучерива» от 7-8 декабря, 20 декабря 2013 года и 3 февраля 2014 года, политическими партиями было организовано прибытие незначительного меньшинства протестующих (соответственно 2 % в начале декабря, 12 % — в конце и 3 % — в начале февраля); 92 % (76 %, 83,5 %) прибыли самостоятельно. При этом не являлись членами какой-либо политической или общественной организации 92 % (70 %, 70 %[sic]). Российские социологи А. Н. Олейник и О. В. Стрелкова охарактеризовали Евромайдан как соответствующий «коммунитарной» социологической модели, предполагающей низовую организацию и координацию протестов (в отличие от модели «спродюсированной», в которой эти функции выполняются политическими лидерами); ключевую роль, по их мнению, сыграло «критическое сообщество» («сети исключённых граждан, которые определяют новые социальные проблемы, формулируют новые способы мышления и чувствования, и разрабатывают новые политические и культурные решения»), которое заимствовало в целях проведения протестных действий инновационные институты (уличные протесты, сидячие забастовки), адаптируя их к традиционным социальным (таким, как Вече и Сечь), что позволило расширить социальную базу протеста.
Согласно совместному всеукраинскому опросу «Социса» и «Рейтинга» 7-17 декабря 2013 года, 5,7 % респондентов по всей стране участвовали в антиправительственных митингах и демонстрациях, ещё 17,5 % засвидетельствовали готовность в них участвовать.
Меджлис крымскотатарского народа, официально выступил с требованиями о немедленной отставке правительства и проведении внеочередных выборов Верховной рады и заявил, что отправил в Киев несколько сотен своих сторонников для участия в акциях протеста. Также Меджлис осудил Верховную раду Крыма, принимающую «по указке правящей партии решения, содержащие в себе требования о введении чрезвычайного положения и подавлении силой мирных акций».
Украинская православная церковь Киевского патриархата, Украинская грекокатолическая церковь, Немецкая евангелическо-лютеранская церковь Украины, Римско-католическая церковь, Духовное управление мусульман Украины «Умма» и Духовное управление мусульман Крыма официально поддержали протестующих на Евромайдане. Представители церквей заявили, что двери их храмов будут открыты круглые сутки для нужд протестующих, а их духовенство постоянно присутствовало на Майдане.
После того, как в ночь с 20 на 21 января большие группы «титушек» разбрелись по Киеву и стали отлавливать и избивать киевлян с ленточками цветов флагов Украины и Евросоюза, на защиту киевлян встали ультрас киевского футбольного клуба «Динамо». После данного события киевские ультрас призвали фанатов из других городов не участвовать в проплаченных провластных акциях и выступить в защиту протестующих на Евромайдане от «титушек», на их призыв ответили ультрас: харьковского «Металлиста», донецкого «Шахтёра», львовских «Карпат», луганской «Зари», одесского «Черноморца», днепропетровского «Днепра», полтавской «Ворсклы», симферопольской «Таврии», запорожского «Металлурга», сумских «Сум», луцкой «Волыни», херсонского «Кристалла», мариупольского «Ильичёвца», николаевского «Николаева», тернопольской «Нивы».

### Социологические исследования участников протестов в Киеве
Согласно исследованиям британских социологов, проведённым в период между 27.11.2013 и 10.01.2014, две трети протестующих составляли лица старше 30 лет (средний возраст — приблизительно 36 лет), почти четверть — старше 55 лет. Согласно исследованиям социологов средний возраст участника Майдана-митинга — 36 лет (38 % в возрасте от 15 до 29 лет, 49 % — 30-54 года, 13 % — 55 лет и старше), а Майдана-лагеря — 38 лет (34 % в возрасте от 16 до 29 лет, 52 % — 30-54 года, 14 % — 55 лет и старше).
Почти 58 % опрошенных оказались жителями Киева или Киевской области, 8 % проживали в юго-восточных регионах.
92 % участников протеста составляли этнические украинцы, 4 % — этнические русские. 33 % составляли православные, 25 % — грекокатолики; 59 % — мужчины.
56 % опрошенных имели полную трудовую занятость, участвуя в протестах, как правило, в свободное от работы время во второй половине дня и по выходным и праздникам.
83 % респондентов на вопрос о родном языке выбрали украинский, хотя в быту его использовали лишь 67 % (аналогичные показатели для русского языка — 12 % и 22 %).
38 % протестующих ранее не принимали участия в акциях протеста, а 26 % в течение 2004—2012 годов хотя бы раз поддержали на выборах Виктора Януковича и/или Партию регионов (среди данной группы процент русскоязычных выше, однако обратной зависимости не прослеживается).
На вопрос о мотивах, которые ими движут, протестующие чаще всего предлагали три варианта ответа: 1) лица до 35 лет говорили об интеграции с Европейским союзом (в частности, о возможности трудоустройства в странах ЕС и безвизовом режиме), защите прав человека, свободе и либеральной демократии, часто ссылаясь на то, что они «должны сражаться за свободу, потому что старшие советские поколения не будут этого делать»; 2) лица в возрасте 30-55 лет ссылались на «экономическую безопасность», «будущее для своих детей» и желание жить в «нормальной европейской демократии»; 3) лица старше 55 утверждали, что, выйдя на пенсию и пережив различные репрессивные режимы, они должны «протестовать вместо молодых, которым надо работать и заниматься своими семьями». На просьбу конкретизировать проевропейские требования респонденты чаще говорили о гарантиях соблюдения прав, политической стабильности и уровне жизни, чем о Соглашении об ассоциации или другой форме интеграции.
Большинство протестующих присоединилось к Евромайдану после разгона в ночь с 29 на 30 ноября, который был воспринят как «нелегитимное применение силы» и «нарушение гражданских прав»; таковых много в группе «лица от 30 до 55 лет», ещё больше — в группе «лица, не участвовавшие ранее в протестах» и особенно — «ранее поддерживавшие президента и/или его политическую силу». 79 % участников протеста привели с собой родственников, друзей или коллег, лишь 18 %, преимущественно молодёжь и активисты с опытом протестных акций, участвовали в одиночку.
Социопрофессиональный срез, согласно опросам КМИС и «Деминициатив» от 7-8 декабря, 20 декабря 2013 года и 3 февраля 2014 года, выглядит так: наиболее многочисленную группу составляли специалисты с высшим образованием (40 % — в начале декабря, 22 % — в конце декабря, 27 % — в начале февраля), далее шли попеременно студенты (12 %, 10 %, 6 %), предприниматели (9 %, 12 %, 17 %), пенсионеры (9 %, 11 %, 7 %), рабочие (7 %, 14 %, 15 %), затем — руководители (8 %, 4 %, 4 %); начиная с конца декабря на Майдане также были широко представлены лица, не имевшие постоянного места работы (16 %, из них 8 % не имели постоянных источников дохода; в начале февраля — 13 % (7,5 %)).
Если в начале декабря киевляне и приезжие составляли примерно одинаковое число протестующих (не в последнюю очередь потому, что опрос проводился в выходные дни), то с конца декабря перевес оказался на стороне последних (81 %/19%, 88 %/12%); в конце декабря жителями областных центров были 32 % (в начале февраля — 20 %), крупных городов — 23 % (17 %), небольших городов — 23 % (42 %), сел — 22 % (20 %). Итак, согласно выводам социологов, среднестатистический протестующий — хорошо образованный работающий мужчина-горожанин 34-45 лет.

### Самооборона Майдана
После разгона протестующих на Евромайдане 30 ноября 2013 года для их защиты были сформированы отряды самообороны, подчинявшиеся «коменданту Евромайдана» Андрею Парубию. К февралю 2014 года их численность достигла 12 000 бойцов, организационно разбитых на 39 «сотен». Отряды в основном состояли из отставных военных, ветеранов войны в Афганистане и других военных конфликтов, казаков и добровольцев с хорошей физической подготовкой.

### Парламентская оппозиция и радикалы
С первых дней протестов среди их участников появилось разделение на основную массу, которая полагала, что «новый» Майдан должен копировать мирный Майдан-2004, и так называемый «правый сектор» (футбольные ультрас, «Тризуб», «УНА-УНСО», «Патріот України» (Социал-национальная ассамблея) и др.), рассматривавший Майдан как удобный повод для начала «национальной революции», которая, по словам лидера «Правого сектора» Дмитрия Яроша, должна была завершиться «полным устранением режима внутренней оккупации и получением украинского национального государства с системой всеохватывающего национального народовластия». Хотя лидеры оппозиции (даже Тягнибок) старались дистанцироваться от радикалов и первоначально называли их провокаторами. Лидеры «Правого сектора» сравнительно долго держались в тени, вдали от публичной политики — по мнению специалистов, это объясняется тем, что изначально «Правый сектор» представлял собой достаточно искусственное объединение мало совместимых сил, между которыми систематически возникали конфликты. На Майдане их объединил радикализм взглядов (в этой связи упоминался Пётр Порошенко, в то время являвшийся лишь одним из ряда украинских олигархов).
Хотя «Правый сектор» не возник из ниоткуда, многие либералы и средства массовой информации предпочитали не замечать его появление и существование. «Правый сектор» подвергался критике как внутри Украины, так и за её пределами: все лидеры парламентской оппозиции (В. Кличко, О. Тягнибок, А. Яценюк) ещё в начале протестных акций (1 декабря) осудили нападения активистов «Правого сектора» на милицию и охарактеризовали их как провокаторов, тем более что они сами не пользовались среди радикалов никаким авторитетом. Когда 19 января один из лидеров парламентской оппозиции В. Кличко попытался остановить насилие и предотвратить столкновение с милицией, его освистали, после чего он получил в лицо струю из порошкового огнетушителя. Арсений Яценюк, осуждая акции насилия, заявлял: «Это не наш путь, это путь Януковича». «Правый сектор» удостоился отдельного критического упоминания даже в комментарии представителя Госдепартамента США.
Лишь в конце января 2014 года лидеры «Правого сектора» начали выдвигать властям свои собственные требования, позиционируя себя как самостоятельную общественно-политическую силу, и заявили о желании выступить в качестве третьей стороны в переговорах между властью и оппозицией. Заявленные цели «Правого сектора» состояли в полной «перезагрузке» власти, реформировании органов юстиции, правоохранительных органов, спецслужб. 14 февраля «Правый сектор» объявил о сформировании своего политического совета и потребовал от «демократической парламентской оппозиции», учитывая необходимость единства оппозиционных сил и роль «Правого сектора» в протестных акциях, начать с политическим советом «Правого сектора» консультации относительно участия его представителей в политическом процессе, направленном на урегулирование противостояния. 20 февраля Дмитрий Ярош лично встречался с президентом Виктором Януковичем и, по собственным словам, отказался принять предложение президента о перемирии. 21 февраля, при публичном объявлении на Майдане лидерами парламентской оппозиции условий подписанного с президентом Януковичем Соглашения об урегулировании политического кризиса на Украине, именно представители «Правого сектора» заявили, что их не устраивает оговорённая в документе постепенность политических реформ, и потребовали немедленного ухода в отставку президента Януковича — в противном случае они угрожали штурмом зданий администрации президента и Верховной рады. Дмитрий Ярош заявил, что в Соглашении отсутствуют чёткие обязательства относительно отставки президента, роспуска Верховной рады, наказания руководителей силовых ведомств и исполнителей «преступных приказов, в результате которых были убиты около сотни украинских граждан», он назвал Соглашение «очередным замыливанием глаз» и отказался его выполнять. «Правый сектор» так и не выполнил один из основных пунктов Соглашения — о сдаче оружия.

## Пострадавшие
До начала декабря в ходе различных стычек в медучреждения обратилось 248 человек. Пострадали больше сотни митингующих, более 30 журналистов, более сотни милиционеров (15 госпитализированы). В Днепропетровске десятки людей, пытавшихся уехать в Киев, чтобы присоединиться к акциям протеста, были избиты неизвестными.
После повторной попытки ликвидации Евромайдана 11 декабря 2013 года к врачам бригад неотложной медицинской помощи обратились 44 человека, 20 человек были госпитализированы (11 милиционеров и 9 митингующих).
После событий 10 января 2014 года у здания Киево-Святошинского суда были госпитализированы шесть пострадавших активистов и один работник «Беркута» с переломом ноги.
|                 | Количество пострадавших | Обратившихся к медпомощи | Госпитализировано       |
| --------------- | ----------------------- | ------------------------ | ----------------------- |
| Всего           | не менее 248            | 248                      | 139                     |
| Протестующих    | не менее 112            | 112                      |                         |
| Журналистов     | около 50                | 3                        | 3                       |
| Сотрудников МВД | МВД — 150               | 76                       | Минздрав — 52, МВД — 91 |

По данным Министерства здравоохранения Украины от 11 марта 2014 года в результате противостояния с 30 ноября 2013 года погибли и умерли на территории Украины 104 человека, обратилось к помощи медиков 1221 человек, из них госпитализировано 795.

### Участники Евромайдана
Депутат от ВО «Батькивщина» Леся Оробец сообщила, что депутат от Партии регионов Елена Бондаренко лично угрожала пострадавшим от действий «Беркута».
На ряд активистов Евромайдана были совершены нападения неизвестными:
- 24 декабря 2013 года двое неизвестных нанесли 12 ножевых ранений организатору харьковского евромайдана Дмитрию Пилипцу[378].
- В ночь с 24 на 25 декабря 2013 года двумя неизвестными была избита журналистка и активистка евромайдана Татьяна Черновол, вследствие избиения она попала в реанимацию[379].
- 30 декабря в Кривом Роге неизвестные напали на активиста Евромайдана, зама руководителя горисполкома партии УДАР Андрея Шалаева[380].
- 3 января 2014 года неизвестными были избиты народный депутат от ВО «Свобода» Андрей Ильенко и его адвокат[381]. Вследствие нападения депутат получил многочисленные ушибы и сотрясение мозга, его адвокат — рваную рану на правой щеке[382].

28 февраля 2014 года на видеохостинге YouTube появилась запись обращения медиков Майдана, в которой они заявляют о массовом воровстве медикаментов и медицинских инструментов на Евромайдане в Киеве. Также утверждается, что раненых не отправляли в больницы, а размещали в административном здании на верхних этажах без медицинского наблюдения.

### Представители власти
Олег Царёв, заместитель руководителя фракции Партии регионов, заявил, что сотрудникам МВД, раненным во время беспорядков в Киеве, и членам их семей угрожают.
Председателю фракции Партии регионов в Винницкой облсовете Татьяне Антонец поступали угрозы убить её детей и внуков, заблокировать больницу, где она работает главным врачом. 20 февраля Антонец вышла из партии.
Известно, что во время событий 18 февраля активисты Евромайдана многократно применяли боевое огнестрельное оружие против сотрудников МВД. Также лидеры Евромайдана выступали с призывами к применению оружия против МВД.
24 февраля дом главы КПУ Петра Симоненко был захвачен. После погрома дом был подожжён. В Киеве 25 февраля неизвестные пытались поджечь дома Сергея Кивалова, старшего сына Януковича — Александра, экс-прокурора Святослава Пискуна и беглого ректора Налоговой академии Петра Мельника. Анна Герман сообщила, что дом её родителей был подожжён коктейлем Молотова; депутата Яна Табачника, по её словам, избили, вследствие чего он вышел из Партии Регионов.
По сообщению пресс-службы главы ВСК Геннадия Москаля: 
…ВСК закончила проверку фактов убийств и ранений военнослужащих внутренних войск, а также сотрудников милиции во время противостояний, которые продолжались с 30 ноября 2013 до 22 февраля 2014 года.
«За этот период телесные повреждения разной степени тяжести получили 1127 работников милиции», — сообщает Москаль.
«Из общего количества пострадавших 196 человек получили огнестрельные ранения, из них убиты 7 военнослужащих внутренних войск и 10 работников органов внутренних дел.
Все огнестрельные ранения и убийства сотрудников МВД были осуществлены в Киеве в период с 18 по 21 февраля этого года.» … отмечает Москаль.
В феврале 2020 года сайт strana.today опубликовал список из 919 сотрудников МВД Украины, получивших ранения разной степени тяжести (в тот числе 140 огнестрельных) во время Евромайдана.

### Другие
7 января активистами евромайдана был избит студент, которого заподозрили в попытке провокаций.
Сотрудница благотворительного фонда «Глобальная служба помощи» заявила, что 31 декабря у неё отобрала деньги и побила охрана Майдана по распоряжению М. Блавацкого.
По сообщению заместителя начальника штаба афганцев на Майдане Вячеслава Лихолита, его людьми в здании КГГА было обнаружено помещение, где два охранника из КГГА и один волонтёр издевались над людьми. Он предположил, что эту «комнату пыток» организовали иностранцы, чтобы расколоть Евромайдан и обвинить в незаконных действиях одну из политических сил. Кроме того, активист Евромайдана Владимир Яременко сообщил, что 26 декабря 2013 года неизвестные в масках три часа допрашивали его в подвале КГГА с вопросами об употреблении и распространении наркотиков и краже телефонов. В результате этих действий он получил травмы рук и ног, а также головы, а 31 декабря его прооперировали.

### Дело о снайперах
5 марта 2014 года на сайте YouTube была предана огласке запись прослушивания телефонного разговора верховного представителя Европейского союза по иностранным делам Кэтрин Эштон и министра иностранных дел Эстонии Урмаса Паэта. Разговор состоялся 26 февраля после визита Паэта на Украину. В телефонной беседе с Кэтрин Эштон Урмас Паэт сообщил, ссылаясь на врача Ольгу, что «согласно всем имеющимся уликам», те милиционеры и демонстранты, что стали жертвами снайперского огня, застрелены одними и теми же снайперами. Некоторые российские СМИ истолковали эту запись как доказательство того, что снайперы были наняты оппозицией, в то же время некоторые западные СМИ заявили о некорректности такой интерпретации.
Глава МИД Эстонии Урмас Паэт подтвердил подлинность записи, но пояснил, что он лишь пересказывал версию, о которой ему говорила 25 февраля в Киеве врач Ольга Богомолец. Он призвал журналистов очень внимательно отнестись к обнародованной записи: «Я говорил лишь о том, какие версии ходили о произошедшем на Украине».
Ольга Богомолец подтвердила факт встречи и уточнила, что она не говорила Паэту о характере ранений правоохранителей, поскольку не видела их.
В феврале 2015 года Президент Украины Пётр Порошенко заявил, что, по данным украинских спецслужб, Помощник президента РФ Владислав Сурков причастен к расстрелу участников Евромайдана. В свою очередь, представитель МИД РФ Александр Лукашевич заявил: «Украинские спецслужбы уже не раз ставили руководство Украины в неловкое — хотелось бы использовать менее дипломатичные слова — положение. Сегодняшняя глупость — лишнее тому доказательство». 16 октября 2015 года генпрокурор Украины Виктор Шокин заявил о том, что доказательств причастности России к расстрелам на Майдане не найдено.
31 марта 2015 года был опубликован отчёт Международной совещательной группы (МСГ), созданной Советом Европы и Украиной для наблюдения за расследованием событий на Майдане. Согласно процитированным в отчёте материалам генпрокуратуры, баллистический анализ показал, что более 30 человек погибли от выстрелов с баррикады, занятой спецподразделением «Беркут». Не менее трёх участников протестов были застрелены из гостиницы «Украина» (эти случаи вошли в перечень тех эпизодов, о которых у следствия «нет ответов»). При этом данные о большом количестве погибших из-за выстрелов не со стороны правоохранительных органов не подтверждаются экспертизами, результаты которых есть в распоряжении МСГ.
В сентябре 2015 года канадский профессор политологии Иван Качановский опубликовал работу, в которой он делал вывод о том, что массовый расстрел был частью спланированной операции оппозиции с целью захвата власти. По его данным снайперы находились в не менее чем 20 точках, контролировавшихся майдановцами.
В феврале 2016 года активист Евромайдана Иван Бубенчик признал в телеинтервью, что именно он 20 февраля 2014 года застрелил из автомата двух офицеров «Беркута» на Институтской улице. По словам Бубенчика, убитые им офицеры командовали стрельбой по баррикадам протестующих.

## Отражение событий в СМИ

### СМИ Украины
Специфической особенностью украинских масс-медиа является «олигархизация» СМИ, начавшаяся ещё при президенте Кучме, — концентрация медиаресурсов в руках крупных бизнесменов и финансово-промышленных групп, которые имеют свой основной бизнес вне сферы СМИ и используют подконтрольные масс-медиа главным образом не для получения прибыли, а для защиты собственных экономических интересов и оказания влияния на общественно-политическую жизнь.
При президенте Януковиче произошло очередное перераспределение собственности на украинском медиарынке в пользу провластных олигархических сил. Кроме того, уже в первый год наметилась активизация давления государства на СМИ. По итогам 2010 года ряд украинских общественных организаций называл Януковича «врагом прессы № 1» на Украине. О давлении со стороны власти и «кругов», близких к президенту, заявляли и различные оппозиционные СМИ. Всё это, наряду с дальнейшим развитием конфликта власти и олигархов, по-видимому, также послужило причиной политического кризиса на Украине.
Как писали в своей статье-расследовании обстоятельств силовой акции против палаточного городка «Евромайдана» журналисты Сергей Лещенко и Мустафа Найем, «разгон Майдана показал, что в отличие от 2004 года президент не контролирует „ящик“. Медиахолдинги Дмитрия Фирташа, Виктора Пинчука и даже Рината Ахметова освещают события почти без купюр, показывая самые ужасающие кадры избиения демонстрантов ночью 30 ноября и во время акций на Банковой 1 декабря».
Это подтверждает Сергей Хазов (российская The New Times): «Принадлежащие ведущим олигархам украинские телеканалы разгон на Майдане раскрутили по полной. И принадлежащий Дмитрию Фирташу канал „Интер“, и канал „Украина“ Рината Ахметова, и ТВ-каналы Виктора Пинчука и Игоря Коломойского не переставали давать в новостях кадры безжалостного избиения студентов, разжигая тем самым народный гнев. Если учесть, что по поводу отказа от евроинтеграции те же самые каналы особенного шума не поднимали, становится понятно: финансово-промышленные группы страны посылали власти недвусмысленный сигнал».
По свидетельству американского публициста Стива Уайсмана, Интернет-издание «Украинская правда» и сетевой телеканал «Громадське ТВ», являвшиеся основными информационно-пропагандистскими ресурсами Евромайдана, финансировались США. В августе 2013 года американский посол Дж. Пайетт выделил в качестве гранта 50 тыс. долл. для поддержки создававшегося оппозиционного украинского интернет-телеканала «Громадське телебачення», при этом около 30 тыс. долл. по протекции Дж. Пайетта должен был выделить Фонд Сороса и около 95 тыс. долл. — посольство Нидерландов в Киеве. Телеканал приступил к вещанию спустя сутки после того, как правительство Украины приостановило процесс подготовки к подписанию соглашения об ассоциации с Евросоюзом. Средства выделялись также по линии НПО «Интерньюс».
Как отмечает К. Фурсов, исследовавший Евромайдан с точки зрения политического дискурса «мягкой», «жёсткой» и «умной» силы, спецификой Евромайдана стала культурная гегемония, отразившаяся в особом политическом словаре. В условиях политического конфликта Евромайдан установил свою культурную гегемонию через журналистов Пятого канала олигарха П. Порошенко, интернет-канала «Громадське телебачення» и интернет-газеты «Украинская правда». Именно эти СМИ распространяли сообщения, формировавшие политический словарь. Ключевыми стали понятия «Евромайдан» — собрание митингующих за подписание Соглашения об ассоциации с ЕС, «герои» — участники столкновений с «Беркутом», «груши» — бутылки с зажигательной смесью, названные в честь улицы Грушевского. Сюда же входят понятия структуры «они»: «титушки» — участники митингов в поддержку президента Януковича, получавшие за это деньги, «банда» — негативная характеристика власти. В наследство от бандеровского движения досталась политическая технология воспроизводства героев, в соответствии с которой погибшие на Майдане были названы «небесной сотней», а лозунг украинских националистов стал слоганом Евромайдана — «Слава Украине! Героям слава!».
Особенностью Евромайдана стало также широкое применение в качестве СМИ социальных сетей, в особенности Facebook, которые выполняли как собственно информационную, так и агитационную, мобилизационную и эмоциональную функции. В то же время, как свидетельствуют социологические исследования, хотя 51 % протестующих узнавал о происходящих событиях по сети Интернет (в частности, по Интернет-СМИ, таким как «Спільне-ТВ», Громадське телебачення, Громадське радіо, Радио Свобода — 51 %, в Facebook — 49 %, в сети Вконтакте — 35 %), решение о личном участии в протестах чаще принималось под влиянием других источников информации: так, 48 % опрошенных решили принять участие в Евромайдане, увидев протест по телевизору, около 44 % — получив СМС-сообщение от друга, родственника или знакомого (варианты ответа на вопрос не исключают друг друга).

### СМИ России
Лейтмотив заявлений российского руководства в начале событий сводился к тому, что решение украинского правительства приостановить процесс подписания Соглашения об ассоциации с ЕС было абсолютно легитимным, события в Киеве — это внутреннее дело Украины, и вмешательство извне является недопустимым.
Первый комментарий по поводу Евромайдана российский президент Владимир Путин сделал 3 декабря 2013 года во время визита в Армению, отвечая на вопрос журналистов. Он заявил: «События на Украине напоминают больше не революцию, а погром… Это внутриполитический процесс, попытка оппозиции раскачать действующую легитимную власть в стране. То, что сейчас происходит, говорит о том, что это, по всей видимости, хорошо подготовленные акции…». При этом Путин предположил, что украинская оппозиция или не контролирует происходящее, или является ширмой для экстремистских действий.
Министр иностранных дел РФ Сергей Лавров, прибывший на заседание совета министров ОБСЕ в Киев 5 декабря, сформулировал однозначную позицию России: законная украинская власть должна сама, без постороннего вмешательства решить внутренние проблемы своей страны. Он назвал истерикой реакцию Запада на отказ Киева от евроинтеграции. Такое же заявление он сделал за день до этого на брифинге в Брюсселе: «Рассчитываю, что украинские политики найдут способ вернуть ситуацию в конституционное русло. Мы выступаем за это и призываем никого не вмешиваться в эту ситуацию». 6 декабря премьер-министр России Дмитрий Медведев заявил, что считает недопустимым вмешательство иностранных политиков в ситуацию, которая сейчас сложилась на Украине: «Решение о том, где быть Украине и что ей делать, должна принимать сама Украина. Это их прерогатива. Но нам небезразлично, что там происходит, это близкая нам страна. Кроме того, Украина для нас важный торговый партнёр, как и мы для Украины. У нас нет никаких противопоказаний против интеграции Украины с кем-то, но они должны посчитать, во что это выльется», — заявил Медведев в ходе пресс-конференции российским СМИ. «Это должно быть просчитанное решение. Наши украинские партнёры посчитали и поняли, что к этому моменту пока не готовы, и не подписали соглашение. Они приняли своё решение в соответствии с конституцией, ничего не нарушали. То, что происходит там сегодня, — сложная ситуация. Но участие в политических мероприятиях на Украине иностранных политиков недопустимо, это вмешательство во внутренние дела», — заявил глава российского правительства.
Официальной позиции российского руководства, подчёркнуто дистанцировавшегося от внутриполитических проблем Украины, соответствовала информационная кампания, развернувшаяся в российских СМИ. В российском медиапространстве крупнейшие федеральные телеканалы, которые и прежде отдавали приоритет официальной точке зрения, с началом кризиса попали под ещё больший контроль власти. СМИ, пользовавшиеся относительной свободой слова, оказались ограничены в своей деятельности. Таким образом, по мнению политологов, было обеспечено единообразие в освещении и трактовке событий практически во всех средствах массовой информации. Так, в начале Евромайдана (конец ноября — начало декабря 2013 года) большинство российских телеканалов занижало численность участников протестов, не упоминало о силовых действиях милиции (разгон палаточного городка в ночь на 30 ноября) и утверждало, что милиция полностью контролирует ситуацию.
В то же время следует признать, что государственный контроль над информационным полем России не был всеобъемлющим, и в рамках заданного общего направления телеканалы пользовались определённой свободой действий. Так, в частности, некоторые радикальные комментарии телеобозревателя Дмитрия Киселёва, намекавшего на то, что Россия способна превратить Америку в радиоактивный пепел, по мнению западных политологов, вряд ли были санкционированы сверху. Выражения «радиоактивный пепел» и «распятый мальчик» как своего рода характеристика отношения сторонников Евромайдана и унитарной Украины к российскому телевидению вошли в широкий обиход, а от фамилии телеведущего были образованы презрительно-уничижительные неологизмы «киселёвщина», «кисель-ТВ», «киселёвости».
Исследование, проведённое сотрудниками Левада-Центра в январе 2014 года, выяснило, что события на Украине большая часть россиян объясняла вмешательством Запада (44 %) и националистическими настроениями (35 %), что соответствовало направленности информационного освещения в СМИ. Значительно реже назывались иные причины: возмущение коррумпированным режимом (14 %), стремление освободиться от диктата России (10 %), стремление стать европейской страной (8 %), гражданское достоинство (7 %), протест против жёстких действий «Беркута» (5 %).

### СМИ других стран
Популярная польская газета «Факт» выпустила номер на украинском языке в поддержку Евромайдана. Представители газеты также раздавали этот номер в Киеве на Евромайдане. Как указала газета, причина издания номера: «для тех, кто уже немало дней борется за демократию и пытается проложить себе дорогу в Европу. Чтобы они знали, что не одни, и Польша их поддерживает». Ярослав Качинский в интервью газете заявил: «Если кто-то рассчитывал, что Украину можно было с лёгкостью оттолкнуть в сторону России и Беларуси, то он очень ошибался».
Левый политический американский журнал «The Nation» в статье «Украинский национализм в сердце „Евромайдана“» прямо обвинил украинские СМИ в том, что они виноваты в эскалации насилия, так как они при освещении протестов обращали внимание на призывах к европейской интеграции и фокусировались на борьбе с президентом Януковичем, но при этом замалчивался рост националистической и фашистской риторики, часто шовинистической, что привело к насилию, направленному не только против полиции, но и против левых активистов.
29 января 2014 года британская «The Guardian» опубликовала статью заместителя главного редактора Шеймаса Милна, в которой утверждается, главными движущими силами украинского «евромайдана» являются фашисты, олигархи и вмешательство Запада.
Официальное китайское информационное агентство Синьхуа отметило, что «на примере Украины люди других стран мира в очередной раз увидели, как одна большая страна раскололась на части из-за грубого и эгоистичного поведения Запада» и «Украина находится на пороге хаоса и развала, спровоцированного Западом».
По мнению эксперта по вопросам национализма Антона Шеховцова, некоторые западные СМИ, заявляющие об активном участии ультраправых в Евромайдане, сознательно принимают участие в инспирированной российским правительством информационной кампании с целью дискредитации протестного движения.

## Мнение деятелей культуры, науки и спорта

### Поддержка
О своей поддержке Евромайдана заявили и выступили на нём: Святослав Вакарчук и «Океан Ельзи», Никита Джигурда, «Ляпис Трубецкой», Руслана, Хейден Панеттьер, Владимир Кличко, «Гайдамаки», Ирена Карпа, Олег Скрипка, Камалия, Ада Роговцева, «ТНМК», «Мандри», Ot Vinta!, «Плач Єремії», Мария Бурмака, «Мотор’ролла», PanKe Shava, «Атмасфера», «Kozak System», Сергей Василюк, NeverEnD, «Гараж 34», «ФлайzZzа», Westa project, Yeganov project, «Фіолет», Mad Heads, Александр Шовковский. Также евромайдан поддержали Limp Bizkit, Джордж Клуни, Мартин Гор, Лия Ахеджакова, Scorpions, Юрий Нестеренко, Алексей Широпаев, Евгений Гудзь и Арнольд Шварценеггер.
В открытом письме от 3 января 2014 года группа учёных разных стран призвала свои правительства «поддержать украинцев в их попытках положить конец коррумпированному и жестокому режиму и геополитической уязвимости их страны». В числе 80 подписантов данного обращения были Энн Аппельбаум, Омер Бартов, Зигмунт Бауман, Ульрих Бек, Сейла Бенхабиб, Карло Гинзбург, Андреа Грациози, Иштван Деак, Славой Жижек, Иван Крыстев, Норман Наймарк, Сергей Плохий, Чарльз Тейлор, Марк фон Хаген.
25 января группа европейских интеллектуалов выступила с обращением, в котором заявила, что «в интересах демократического мира защитить Украину от авторитарных соблазнов её коррумпированных лидеров», и призвала помогать укреплению гражданского общества и независимых медиа на Украине. Среди 89 подписантов были Зигмунт Бауман, Анджей Вайда, Томас Венцлова, Томаш Галик, Тимоти Гартон-Эш, Карло Гинзбург, Андре Глюксманн, Андреа Грациози, Алеш Дебеляк, Норман Дэвис, Славой Жижек, Адам Загаевский, Кристина Захватович, Зенон Когут, Иван Крыстев, Бернар Кушнер, Адам Михник, Анджей Олеховский, Ана Паласио, Адам Поморский, Саския Сассен, Тимоти Снайдер, Анджей Стасюк, Агнешка Холланд, Фриц Штерн.
Учёный Андреас Умланд в первых числах февраля 2014 года выступил с инициативой открытой петиции, в которой 40 специалистов в области украинского национализма (не считая самого инициатора), не отрицая и критикуя участие ультраправых элементов в Евромайдане, выразили глубокую обеспокоенность «опасной тенденцией» многих мировых СМИ преувеличивать их роль в разношёрстном протестном движении и обратили внимание на то, что некоторые медиа-сообщения по этому поводу могут быть являться частью информационной кампании российского правительства, направленной на «воплощение геополитических проектов Путина»; они также призвали западных комментаторов «проявить эмпатию по отношению к очень молодой, неконсолидированной нации, находящейся под серьёзной угрозой извне». Петицию поддержали, в частности, Ирина Бекешкина, Ярослав Грицак, Евгений Захаров, Иосиф Зисельс, Вахтанг Кипиани, Владимир Паниотто, Андрей Портнов, Роман Сербин, Герхард Симон, Тимоти Снайдер, Джон-Пол Химка.
Главный редактор журнала «Ab Imperio» историк Илья Герасимов предложил рассматривать Евромайдан как «первую постколониальную революцию», характеризующуюся, по его мнению, «постколониальной и пост-постмодерной, то есть пострелятивистской и постциничной, коллективной субъектностью, отличающейся от „обычной“ национальной субъектности». Украинская революция, по мнению Герасимова, является постколониальной, «потому что она не только свергла политическую и экономическую гегемонию тирана (местного или иностранного), но и высвободила силы социальной самоорганизации… Если модель „постколониальной революции“ корректна, это означает, что Украина открыла новые исторические горизонты и уже существует в будущем».
С открытым письмом в поддержку участников Евромайдана 1 декабря обратилась группа российских поэтов, писателей и переводчиков, среди которых Максим Амелин, Александр Архангельский, Александр Беляков, Мария Ботева, Игорь Булатовский, Анна Вяземская, Мария Галина, Андрей Грицман, Наталья Громова, Ольга Ильницкая, Геннадий Каневский, Николай Кононов, Григорий Кружков, Сергей Кузнецов, Дмитрий Кузьмин, Илья Кукулин, Станислав Львовский, Валерий Печейкин, Алёша Прокопьев, Лев Рубинштейн, Андрей Сен-Сеньков, Сергей Серов, Наталия Соколовская, Мария Степанова, Александр Стесин, Елена Фанайлова, Алексей Цветков, Аркадий Штыпель, Татьяна Щербина. С индивидуальным посланием уже по окончании Евромайдана выступила Ольга Седакова.
Основатель социальной сети Вконтакте Павел Дуров в апреле 2014 года объявил о том, что 13 декабря 2013 года ФСБ требовала от руководства сети передать личную информацию организаторов групп «Евромайдана». На это он ответил отказом, и в итоге был вынужден расстаться со своей долей в компании. По его словам, юрисдикция России не распространяется на украинских пользователей социальной сети «ВКонтакте». Также, Дуров отметил, что распространение данных украинских пользователей явилось бы не только нарушением закона, но и преступлением перед миллионами пользователей с Украины

### Негативное отношение
Происходящее на Евромайдане не поддержали Эдуард Лимонов, Владимир Бортко, Фёдор Бондарчук, Никита Михалков. Поддержку позиции президента России Владимира Путина, занятой им по ситуации на Украине и в Крыму, выразили более пятисот деятелей российской культуры[значимость факта?].
Эмир Кустурица по поводу людей, митингующих на Майдане, сказал: «Я вижу, что они замёрзли и стали похожи друг на друга. Кто-то из них конечно искренне хочет, чтобы Украина стала частью Европы. […] Я видел, как один нацист, Панкевич, отмечал годовщину смерти другого нациста. Там есть очень разные люди. […] Есть те, кто и вправду верит, что в Европе они будут получать 1000 евро. А есть и те, кого используют специально обученные люди. […] Не говорите мне, что люди на Майдане несут в жизнь Украины что-то хорошее. Сегодня в каждой бывшей республике раздроблённой Югославии люди с большим теплом вспоминают прошлое. И все говорят, что тогда жилось гораздо лучше, чем сейчас. Их спрашивают: „Как же так — вы ведь теперь в Европе!“. Они отвечают: „Не знаем, но только тогда жилось гораздо лучше“». Режиссёр Оливер Стоун охарактеризовал происходящее как заговор ЦРУ и заявил о том, что существуют доказательства влияния прозападных внешних сил (замгоссекретаря США Виктории Нуланд, сенатора Джона Маккейна, USAID и Национального фонда в поддержку демократии).
Критическая по отношению к Евромайдану позиция российских учёных[каких?] была, в свою очередь, подвергнута критике со стороны Ильи Герасимова, который считает, что «наименьший аналитический интерес представляет позиция российских учёных по Украине, поскольку они даже не пытаются хотя бы сохранять статус-кво перед лицом стремительно изменяющейся реальности (включая новейшую историографию по Украине), но с энтузиазмом впадают в крайний архаизм и интеллектуальное убожество. За редким исключением, уровень экспертизы по Украине упал в России так, что не представляет никакой интеллектуальной ценности». Историк Сергей Жук отмечает значительную распространённость антиукраинских идей и в среде американских русистов и советологов, связывая её, среди прочего, с «историографической советской ностальгией» — переменой историографической парадигмы в американских исследованиях по истории Советского Союза; согласно Жуку, «в подобном историческом восприятии Майдан предстаёт как последняя и окончательная антисоветская революция, отвергающая и разрушающая традиционный и привычный москвоцентричный и россиецентричный (по сути, российский империалистический) подход к анализу политических, социальных, культурных и экономических процессов на постсоветском пространстве. Украинская революция бросила вызов определённому типу интерпретации позднесоветского и постсоветского общества — как не-конфронтационного, конформистского и эмоционально позитивного».

## Роль США
С началом многомесячных выступлений на киевском Майдане американская администрация активно работала над урегулированием кризиса. Ведущую роль взяли на себя вице-президент Джо Байден и госсекретарь Джон Керри, хотя президент Барак Обама публично не проявлял заинтересованности событиями на Украине.
Вовлечённость со стороны США проходила в три этапа. В начале протестов администрация США с осторожностью высказала разочарование отказом Януковича подписать соглашение об ассоциации с ЕС, не оказывая влияние на изменение этого вопроса и оставляя решение на украинцах. В первом этапе участвовали помощник госсекретаря по делам Евразии Виктория Нуланд и Джо Байден.
Изменение в позиции США наступило, когда мирные протесты были подавлены и переросли в насильственные столкновения в декабре 2013 и начале 2014 года. США более решительно осудили насилие, обвиняя руководство Украины и настаивая на переговорах и отмене «антидемократического законодательства», а протестующим и украинской оппозиции была дана более явная поддержка.

На отстранение Януковича и приход на Украине прозападного правительства США реагировали с осторожным оптимизмом, который сменился опасениями о захвате Крыма Россией, а фокус внимания США сместился на Москву.
Президент США Барак Обама 1 февраля 2015 года заявил в интервью телеканалу Си-эн-эн, что «Путин принял это решение по поводу Крыма и Украины не в силу какого-то грандиозного стратегического плана, а потому что он был застигнут врасплох протестами на Майдане и последующим бегством Януковича после того, как мы выступили посредником при переходе власти на Украине». Эскалация конфликта на востоке Украины является «свидетельством плохих решений, которые господин Путин принимает от имени России». «Аннексия Крыма обернется для России не выгодой, а большими потерями».
Национальный фонд демократии, финансируемый из бюджета США, выпустил отчёт, в котором сказано, что «демонстрации на Майдане отразили возросшие требования и ожидания украинского общества в сфере прозрачности, эффективного управления, свободы слова и уважения верховенства закона — каждая из этих сфер относится к приоритетам организации NED в этой стране. Гранты фонда сыграли важную роль в мирных протестах в Киеве». В отчёте за 2013 год отмечается, что значительную роль в Евромайдане сыграли СМИ, которые поддерживал NED: «Организации [фонда] были заняты мониторингом (и последующими отчётами) выступлений выбранных и назначенных чиновников, способствовавших возрастающему осознанию наличия коррупции и безнаказанности. Независимые СМИ сыграли ключевую роль в информировании местной и зарубежной аудитории в периоды до и во время демонстраций. Они также помогли обеспечить безопасность журналистов, освещавших протесты, снабжая их защитным снаряжением».
В книге «Обещай мне, папа», выпущенной в ноябре 2017 года, бывший вице-президент США Джо Байден написал, как он 21 февраля 2014 года звонил президенту Украины Виктору Януковичу: «Я сделал последний из многих срочных звонков Януковичу в конце февраля 2014 года, когда его снайперы убивали украинских граждан десятками и у нас были достоверные сведения о том, что он готовит ещё более жёсткий разгон. Я несколько месяцев обращал его внимание на то, что он должен проявлять сдержанность в отношениях со своими гражданами, но в ту ночь, спустя три месяца после начала протестов, я сказал ему, что всё кончено. Пришло время отзывать своих боевиков, и он ушёл. Я напомнил ему, что его единственными реальными сторонниками были политические покровители и манипуляторы в Кремле и что ему не стоит ожидать, что российские друзья спасут его от этой катастрофы. Я отметил, что Янукович потерял доверие украинского народа и что история жестоко накажет его, если он будет продолжать убивать людей. Униженный, Янукович бежал с Украины на следующий день — благодаря мужеству и решимости протестующих, — и контроль над государством временно оказался в руках молодого патриота по имени Арсений Яценюк».

## Евромайдан в современной истории и культуре
- Слово «Евромайдан» было названо словом 2013 года, по версии словаря современного украинского языка и сленга «Мислово»[483]
- Согласно исследованию компании Public.ru, слово «Евромайдан» также стало самым популярным неологизмом в российских СМИ[484]
- По мнению члена Европейского парламента и бывшего премьер-министра Бельгии Ги Верхофстадта, Евромайдан стал крупнейшей проевропейской демонстрацией в истории ЕС[485].
- В Бродах, по инициативе Игоря Калинца, местными властями был демонтирован и перенесён для хранения во двор одного из коммунального предприятий бюст Михаила Кутузова, на его месте планируется установить памятник погибшим героям Майдана[486].
- В мае 2014 вышла книга «Евромайдан им. Степана Бандеры: от демократии к диктатуре». Авторы — политолог, президент Фонда развития институтов гражданского общества «Народная дипломатия» Алексей Кочетков и психолог, эксперт Международной организации по наблюдению за выборами CIS-EMO Станислав Бышок. В книге анализируется развитие украинских националистических структур с 1991 года до настоящего времени (ВО "Свобода", непарламентского «Правый сектор» и др.) и их роль в событиях Евромайдана. В книгу вошло множество программных документов националистических организаций Украины, выступающих за построение мононационального[уточнить] государства. Презентации книги прошли в Париже[487], Брюсселе[488], Берлине[489][490], Варшаве[491][492], Афинах[493], а также в Европарламенте[494] и Государственной думе РФ[495][496].
- 9 октября 2015 года на платформе Netflix состоялась премьера фильма «Зима́ в огне́». Фильм стал номинантом на премию «Оскар» 2016 года в категории «лучший документальный фильм»
- События Евромайдана отражёны в документальных фильмах режиссёра Игоря Лопатёнка «Украина в огне» и режиссёра Поля Морейра «Украина: Маски революции». Оба фильма запрещены к показу на Украине.
- В январе 2020 года на американском телеканале One America News[англ.] показан документальный фильм «Импичмент. Деньги Байдена. Массовые убийства», автор Майкл Капуто[англ.].